# European Top 100 Albums
European Top 100 Albums (Eurochart Top 100 Albums)  — європейський чарт, який визначає популярність альбомів в Європі. Створений в 1987, охоплює 19 європейських країн. Заснований «IFPI» і вважається прототипом американського Billboard 200.
European Top 100 Albums дає змогу як і новим, так і старим альбомам потрапити до чарту, в той час як на позиції в Billboard 200 висуваються альбоми, яким не більше 18 місяців.
Першим номером один став альбом True Blue, який належить Мадонні.